# تصوير المجسم الصوتي
التصوير المجسم الصوتي هو طريقة لتقدير مجال الصوت بالقرب من مصدر عن طريق قياس المعلمات الصوتية بعيدا عن المصدر عن طريق مجموعة من محولات الضغط و/أو سرعة الجسيمات. أصبحت تقنيات القياس المضمنة في التصوير المجسم الصوتي شائعة بشكل متزايد في مختلف المجالات ، وأبرزها مجالات النقل وتصميم المركبات والطائرات والضوضاء والاهتزاز والقسوة (NVH). وقد أدت الفكرة العامة للتصوير المجسم الصوتي إلى إصدارات مختلفة مثل التصوير المجسم الصوتي القريب من الحقل (NAH) والتصوير المجسم الصوتي القريب من الحقل الأمثل إحصائيا (SONAH).
لتقديم الصوت والإنتاج ، وتوليف مجال الموجة وأعلى أمبيسونيكس النظام هي التكنولوجيات ذات الصلة ، على التوالي نمذجة حقل الضغط الصوتي على متن طائرة ، أو في حجم كروية.

## روابط خارجية
- Acoustic holography
- Introduction to Acoustic Holography